# Кубок Литви з футболу 2009—2010
Кубок Литви з футболу 2009–2010 — 21-й розіграш кубкового футбольного турніру в Литві. Титул вчетверте здобув Екранас.

## Календар
| Раунд           | Дата                      | Матчі | Клуби   |
| --------------- | ------------------------- | ----- | ------- |
| Перший раунд    | 28 травня 2009            | 17    | 68 → 51 |
| Другий раунд    | 25 червня 2009            | 9     | 33 → 24 |
| Третій раунд    | 25 липня - 8 серпня 2009  | 8     | 24 → 16 |
| Четвертий раунд | 18-19 квітня 2009         | 4     | 16 → 12 |
| П'ятий раунд    | 21 жовтня 2009            | 4     | 12 → 8  |
| 1/4 фіналу      | 7-8 листопада 2009        | 4     | 8 → 4   |
| 1/2 фіналу      | 31 березня/14 квітня 2010 | 4     | 4 → 2   |
| Фінал           | 15 травня 2010            | 1     | 2 → 1   |

## П'ятий раунд
| Команда 1      | Рахунок | Команда 2        |
| -------------- | ------- | ---------------- |
| 21 жовтня 2009 |         |                  |
| Банга          | 0:4     | Каунас (3)       |
| Таурас         | 2:1     | ЛККА ір Теледема |
| Сакуона (3)    | 2:1 дч  | Жальгіріс (2)    |
| Круоя          | 1:2     | Шилуте (2)       |

## 1/4 фіналу
| Команда 1        | Рахунок         | Команда 2 |
| ---------------- | --------------- | --------- |
| 7 листопада 2009 |                 |           |
| Таурас           | 1:1 дч пен. 3:4 | Ветра     |
| Шилуте (2)       | 1:1 дч пен. 5:6 | Екранас   |
| Каунас (3)       | 3:0             | Шяуляй    |
| 8 листопада 2009 |                 |           |
| Сакуона (3)      | 2:8             | Судува    |

## 1/2 фіналу
| Команда 1                 | Заг.         | Команда 2 | 1-й матч | 2-й матч |
| ------------------------- | ------------ | --------- | -------- | -------- |
| 31 березня/14 квітня 2010 |              |           |          |          |
| Каунас (2)                | 1:4          | Екранас   | 1:2      | 0:2      |
| Ветра                     | 3:3 пен. 4:2 | Судува    | 1:1      | 2:2 дч   |

## Фінал
| 15 травня 2010 17:10 (EEST) |

| Екранас                   | 2:1      | Ветра                  |
| ------------------------- | -------- | ---------------------- |
| Галкявичюс 69' Варнас 89' | Протокол | Ражанаускас 45' (пен.) |

| Імені С.Дарюса та С.Гіренаса, Каунас Глядачів: 1 300 Арбітр: Едмундас Гайгалас |